# Koi No Yokan
Koi No Yokan ist das siebte Studioalbum der US-amerikanischen Rockband Deftones und wurde am 9. November 2012 in Deutschland veröffentlicht.

## Hintergrund
Sänger Chino Moreno kündigte mit Koi No Yokan ein Album an, das Elemente aller zuvorigen Alben der Band habe und sehr melodisch sei. Er meinte, im Vordergrund stehe die Soundlandschaft und nicht pure Brutalität. Das Album sollte ursprünglich am 5. Oktober erscheinen, das Veröffentlichungsdatum wurde jedoch verschoben. Der Titel Koi No Yokan (恋の予感) ist japanisch und kann mit "Vorahnung von Liebe" übersetzt werden.
Das Album wurde von Nick Raskulinecz, mit dem Deftones auch schon für das Vorgängeralbum Diamond Eyes zusammenarbeiteten, produziert und im Paramount Studio (Los Angeles, Kalifornien) aufgenommen.

## Singles
Das erste veröffentlichte Lied Leathers wurde ab dem 19. September 2012 für eine begrenzte Zeit zum Gratisdownload angeboten, bevor es am 8. Oktober bei iTunes als erste Single veröffentlicht wurde. Es existiert auch eine Kassette mit limitierter Auflage, die Rosemary als B-Seite hat.
Die zweite Single Tempest erschien auf iTunes tags darauf am 9. Oktober, nachdem der Song bereits am 3. Oktober der Öffentlichkeit preisgegeben wurde. Der Song platzierte sich in den Rock-Airplay- (#44), den Alternative-Songs- (#20), sowie den Mainstream-Rock-Charts (#3) der USA. Jedoch gab es bis jetzt für keinen der beiden ersten Veröffentlichungen einen Erfolg in den allgemeinen Charts.
Swerve City erschien am 30. März 2013 als Airplay-Single und wurde wie Tempest zu einem Top-Ten-Hit der US-amerikanischen Mainstream Rock Charts. Nachdem zu den ersten beiden Singles kein Video produziert wurde, wurden für Swerve City gleich deren zwei gedreht. Ursprünglich hatte die Band geplant, keine Musikvideos zu produzieren.
Das Musikvideo zu Romantic Dreams wurde am 24. September 2013 veröffentlicht, woraufhin der Song ebenfalls in die Mainstream Rock Charts einstieg. Die Höchstposition (#11) wurde erst in der achtzehnten Woche am 22. Februar 2014 erreicht.

## Titelliste
| #   | Titel                | Länge |
| --- | -------------------- | ----- |
| 1.  | Swerve City          | 2:45  |
| 2.  | Romantic Dreams      | 4:38  |
| 3.  | Leathers             | 4:08  |
| 4.  | Poltergeist          | 3:31  |
| 5.  | Entombed             | 4:59  |
| 6.  | Graphic Nature       | 4:31  |
| 7.  | Tempest              | 6:05  |
| 8.  | Gauze                | 4:41  |
| 9.  | Rosemary             | 6:53  |
| 10. | Goon Squad           | 5:40  |
| 11. | What Happend to You? | 3:53  |

## Rezeption
Koi No Yokan wurde äußerst positiv bewertet. Es wurde oft als eine musikalische Fortsetzung des 2010 erschienenen Diamond Eyes betrachtet. Gelobt wurde unter anderem, dass Koi No Yokan dem alten Sound der Band entspricht, aber dennoch neue Einflüsse zulässt. Bei Metacritic wurde ein Score von 86 erreicht, was dem Prädikat „Universal Acclaim“ (dt. „allseitiges Lob“) entspricht. Die deutsche Musikzeitschrift Visions kürte das Album zum Album des Jahres 2012.

## Kommerzieller Erfolg

### Chartplatzierungen
Koi No Yokan erreichte Platz 11 der Billboard-200-Charts. In Deutschland landete das Album auf Platz 17.
| ChartsChartplatzierungen       | Höchstplatzierung | Wochen |
| ------------------------------ | ----------------- | ------ |
| Deutschland (GfK)              | 17 (2 Wo.)        | 2      |
| Österreich (Ö3)                | 25 (1 Wo.)        | 1      |
| Schweiz (IFPI)                 | 22 (2 Wo.)        | 2      |
| Vereinigte Staaten (Billboard) | 11 (15 Wo.)       | 15     |
| Vereinigtes Königreich (OCC)   | 30 (2 Wo.)        | 2      |

### Auszeichnungen für Musikverkäufe
| Land/Region                  | Auszeichnungen für Musikverkäufe (Land/Region, Auszeichnung, Verkäufe) | Verkäufe |
| ---------------------------- | ---------------------------------------------------------------------- | -------- |
| Vereinigtes Königreich (BPI) | Silber                                                                 | 60.000   |
| Insgesamt                    | 1× Silber ·                                                            | 60.000   |